# Mbarara
Mbarara is een stad in het zuiden van Oeganda vlak bij de grens met Rwanda en Tanzania (ruim 260 km vanaf Kampala). Het is de hoofdstad van het district Mbarara en is voor toeristen een verblijfplaats voor een bezoek aan het Lake Mburo National Park.
De stad is de zetel van het rooms-katholieke aartsbisdom Mbarara.

## Onderwijs
In de stad bevindt zich de in 1989 opgerichte Mbarara University of Science and Technology en een college.

## Verkeer
De stad ligt aan de 2,4 km lange verharde Victor Bwana Road en telt sinds 2005 nog vijf andere verharde straten: Mbarara High Street, Mbaguta Street, Bishop Wills Street, Bucuku Street en de Victor Bwana Road. Bovendien is er een luchthaven die weliswaar onregelmatig door lijnvluchten wordt bezocht.

## Geboren
- Zarina Bhimji (1963) Britse kunstenares

## Ontwikkeling van het aantal inwoners
| Jaar | Inwoners           |
| ---- | ------------------ |
| 1991 | 41.031             |
| 2002 | 69.363             |
| 2005 | 79.159 (schatting) |